# John Garstang

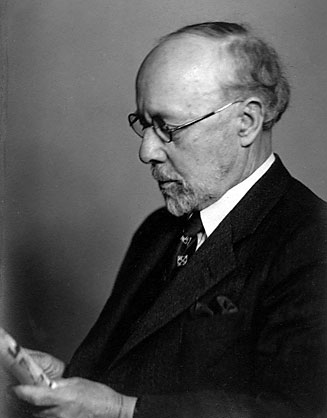
John Garstang.

John Garstang, född 5 maj 1876 i Blackburn, Lancashire, död 12 september 1956 i Beirut, Libanon, var en brittisk arkeolog.
Garstang var från 1907 professor vid universitetet i Liverpool. Åren 1920–1926 var han chef för det brittiska Department of Archaeology i Jerusalem. Efter att ha deltagit i utgrävningar av romerska anläggningar i England ledde Garstang en arkeologisk expedition i Mindre Asien och Syrien 1907 och förestod utgrävningarna av det hetitiska Sakje-Genzi i Mindre Asien 1908 och 1911 och Askalon 1920–1921. Bland Garstangs skrifter, som behandlar frågor rörande egyptisk och hettitisk arkeologi och historia, märks The Burial Customs of Ancient Egypt (1907), The Land of the Hittites (1910), samt The Hittite Empire (1929).